# Eugène Van Leemhuyzen
Eugène Van Leemhuyzen is een personage uit Samson en Gert, gespeeld door Walter Baele. Baele hernam zijn rol van Van Leemhuyzen in Samson en Marie, de opvolger van Samson en Gert.

## Personage
In de vroege seizoenen van de serie was Eugène Van Leemhuyzen, de secretaris van meneer de burgemeester, een onzichtbaar personage dat enkel vermeld werd in telefoongesprekken tussen Gert en/of de burgemeester. Sinds 1998 verscheen hij echter als vast personage in beeld.
Van Leemhuyzen is een grappenmaker. Hij is een erg enthousiast en vrolijke man die echter geregeld ruzie heeft met de burgemeester, onder meer omdat hij vaak neuspeutert en domme dingen doet. Hij is getrouwd met Célestine en in de aflevering E.H.B.O. (1999) blijkt dat hij twee dochters heeft. In de aflevering Het huwelijk van mevrouw Jeannine en Alberto (1998) is te vernemen dat een van zijn twee dochters Geneviève heet. Tijdens de kerstshow van 1992-1993 zegt de burgemeester dat Van Leemhuyzen, toen nog een onzichtbaar personage, in de zaal zit met zijn zes kinderen.
Voor de reeks uit 2014 werd het gezinsleven van Van Leemhuyzen herschreven. Wanneer hij een mooi meisje ontmoet, wil hij haar ten huwelijk vragen, zonder Célestine te vermelden (aflevering Het meisje van de bakker). Later in de reeks vermeldt de burgemeester letterlijk dat Van Leemhuyzen geen dochter heeft (aflevering Het afscheid).
Samson noemt hem 'Meneer Van Veel-Luizen'.

## Trivia
- Het personage Van Leemhuyzen maakt sinds zijn introductie op het scherm een behoorlijke evolutie mee in vergelijking met de tijd dat hij een onzichtbaar personage was. Waar hij vroeger door de burgemeester werd afgeschilderd als een nogal vervelende, onpersoonlijke bureaucraat, zien we op het scherm een losbol die moeite heeft met regeltjes en regelmatig door de burgemeester op zijn plaats moet worden gewezen, maar ook heel gevoelige kantjes heeft. Naarmate Octaaf steeds minder in beeld kwam, nam Van Leemhuyzen ook de rol van handige klusser en uitvinder over. Hoewel hij in zijn eerste seizoenen ook serieus kon zijn, evolueerde hij in de laatste reeks Zomerpret naar een erg kleuterachtig personage.
- Van 2009 tot 2010 presenteerde Van Leemhuyzen het quizprogramma De Grote Van Leemhuyzen Quiz, waarvan 60 afleveringen werden uitgezonden op Studio 100 TV. Naar aanleiding van dit programma maakte Van Leemhuyzen een eigen liedje met de naam De Leemhouse, een woordspeling op zijn eigen naam en housemuziek.
- In de beginperiode gebruikt hij vaak het stopwoordje Niewaar?!, iets wat later voorbehouden zou worden voor De afgevaardigde van de minister.
- Van Leemhuyzen maakt vaak uitbundige springbewegingen terwijl hij vrolijk aan z'n bretellen trekt.
- Van Leemhuyzen is (bijna) altijd gekleed in een bruine broek een opvallend overhemd met bretels.
- Het eerste stripverhaal met Van Leemhuyzen was Kunst uit het stripboek Het pretpark.